# Stimmsetzer

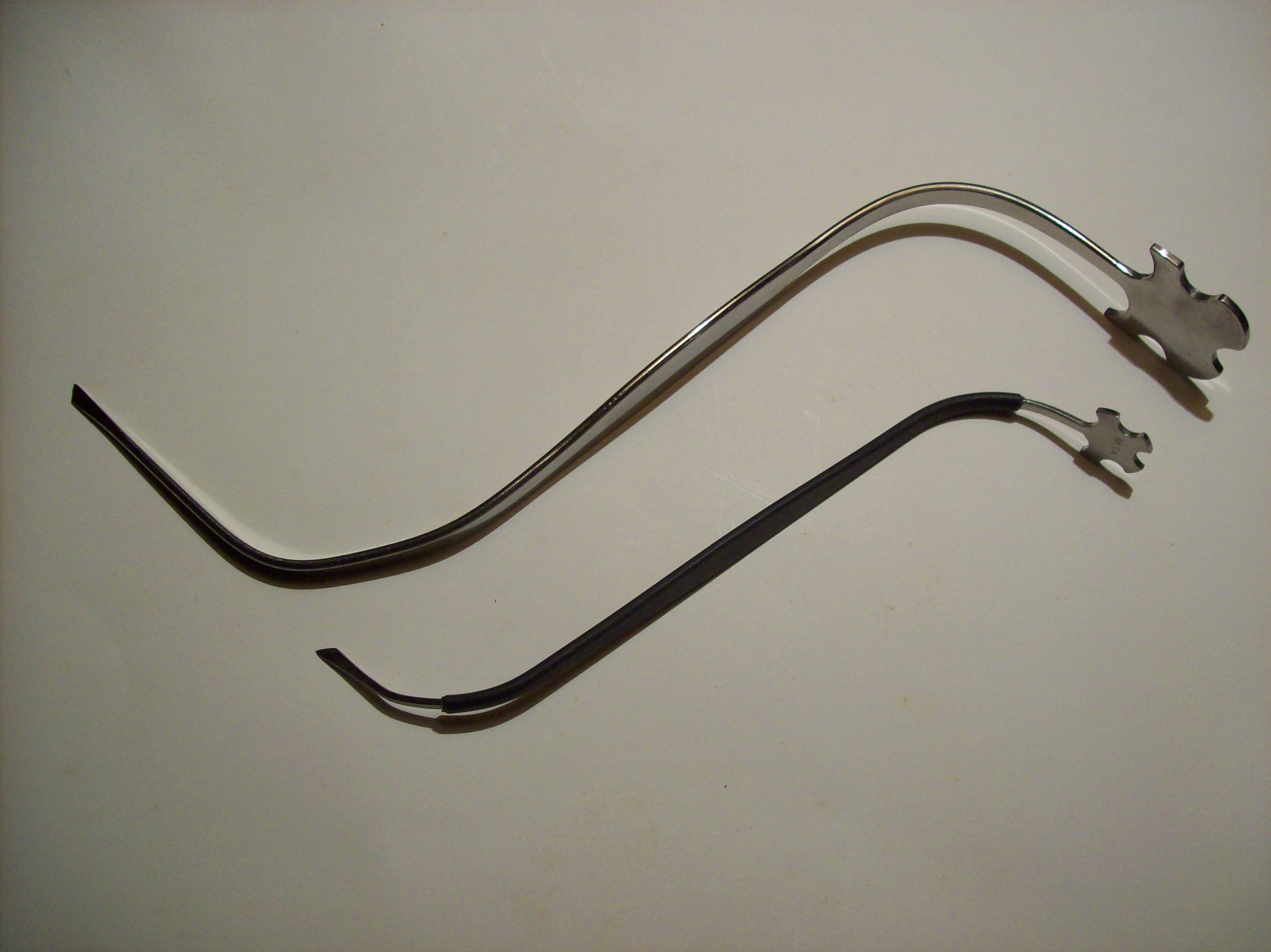
Stimmsetzer für Violine und Cello

Der Stimmsetzer ist ein Werkzeug für den Geigenbau, das dazu verwendet wird, um den Stimmstock neu einzusetzen oder die Stimme zu verstellen.
Mit der spitzen Seite des Stimmsetzers wird der Stimmstock der Geige aufgespießt und in die Geige eingeführt. Die breite Seite des Stimmsetzers dient der genauen Platzierung der Stimme im Geigeninneren.